# Epitolina cordelia
Epitolina cordelia är en fjärilsart som beskrevs av Kirby 1890. Epitolina cordelia ingår i släktet Epitolina och familjen juvelvingar. Inga underarter finns listade i Catalogue of Life.